# Sound-System (album)
Sound-System je studijski album ameriškega jazzovskega klaviaturista Herbieja Hancocka in drugi od skupno treh, ki ga je posnel z zasedbo Rockit Band. Album je izšel avgusta 1983 pri založbi Columbia Records.

## Pregled
Gre za drugega izmed treh albumov, ki jih je Hancock posnel z zasedbo Rockit Band in še za en Hancockov uspeh.
Z albumom je Hancock osvojil drugega grammyja za najboljšo R&B izvedbo, je pa album poskušal ponoviti uspeh predhodnika, Future Shock, z nekaterimi obrati.
Pri skladbi »Junku«, je sodeloval Foday Musa Suso, napisana pa je bila za Poletne olimpijske igre 1984, ki so potekale v Los Angelesu. Uporabljena je bila tudi med Hancockovim nastopom v oddaji Saturday Night Live na televiziji NBC.
»Sound System« zveni v več segmentih podobno kot »Junku«, pri skladbi »Karabali« pa je sodeloval Wayne Shorter, ki je namesto tradicionalnega saksofona igral lyricon, s tem pa se je Hancock vrnil v dneve zasedbe Mwandishi Band.

## Seznam skladb
| Št. | Naslov                | Pisec                                                     | Dolžina |
| --- | --------------------- | --------------------------------------------------------- | ------- |
| 1.  | „Hardrock‟            | Herbie Hancock, Bill Laswell, Derek Showard               | 6:10    |
| 2.  | „Metal Beat‟          | Herbie Hancock, Bill Laswell                              | 4:56    |
| 3.  | „Karabali‟            | Herbie Hancock, Daniel Poncé                              | 5:17    |
| 4.  | „Junku‟               | Herbie Hancock, Bill Laswell, Foday Musa Suso, Aiyb Dieng | 5:32    |
| 5.  | „People are Changing‟ | Timmy Thomas                                              | 6:05    |
| 6.  | „Sound System‟        | Herbie Hancock, Bill Laswell, Foday Musa Suso             | 5:55    |

| Dodatna skladba na ponovni CD izdaji | Dodatna skladba na ponovni CD izdaji | Dodatna skladba na ponovni CD izdaji | Dodatna skladba na ponovni CD izdaji |
| Št.                                  | Naslov                               | Pisec                                | Dolžina                              |
| ------------------------------------ | ------------------------------------ | ------------------------------------ | ------------------------------------ |
| 7.                                   | „Metal Beat‟ (Extended Version)      | Herbie Hancock, Bill Laswell         | 6:44                                 |

## Osebje

### Glasbeniki
- Herbie Hancock – Fairlight CMI, Rhodes Chroma, Apple IIe Microcomputer, Yamaha DX-7, E-MU 4060 Digital Keyboard
- Bill Laswell – bas kitara, programiranje bobnov, trakovi
- D.S.T. – fonograf, "FX"
- Nicky Skopelitis – kitara, električni bobni
- Henry Kaiser – kitara
- Bernard Fowler – vokal, vokalni aranžmaji
- Wayne Shorter – lyricon, saksofon
- Toshinori Kondo – trobenta
- Anton Fier – bobni, tolkala
- Daniel Poncé – tolkala
- Foday Musa Suso – tolkala, kora, kitara, različni instrumenti
- Aïyb Dieng – tolkala
- Hamid Drake – činele
- Will Alexander – Fairlight CMI
- Rob Stevens – programiranje

### Produkcija
- Producenti: Bill Laswell, Material, Herbie Hancock
- Inženiring: Rob Stevens, Billy Youdelman, Lawrence A. Duhart
- Miks: Dave Jerden